# Haleine
Haleine település Franciaországban, Orne megyében. Lakosainak száma 223 fő (2018. január 1.). Haleine Tessé-Froulay, Thubœuf, Couterne és Geneslay községekkel határos.

## Népesség
A település népességének változása:
| Lakosok száma | 268  | 245  | 239  | 239  | 245  | 259  | 262  | 236  | 227  | 223  |
|               | 1962 | 1968 | 1975 | 1982 | 1990 | 2008 | 2013 | 2015 | 2017 | 2018 |